# Florian Béclin
Florian Béclin est un joueur français de volley-ball né le 8 octobre 1986 à Calais (Pas-de-Calais). Il mesure 1,93 m et joue réceptionneur-attaquant.

## Clubs

### Joueur
| Club             | Pays   | De        | À         |
| ---------------- | ------ | --------- | --------- |
| FL Saint-Quentin | France | 2005-2006 | 2010-2011 |
| Cambrai Volley   | France | 2011-2012 | 2011-2012 |
| LISSP Calais     | France | 2012-2013 | 2014-2015 |
| Nice VB          | France | 2015-2016 | 2015-2016 |
| Tourcoing LM     | France | 2016-2017 | 2016-2017 |
| Cambrai Volley   | France | 2017-2018 | 2017-2018 |
| VC Mâcon         | France | 2018-2019 | ...       |

### Entraîneur
| Club     | Pays   | De        | À   |
| -------- | ------ | --------- | --- |
| VC Mâcon | France | 2018-2019 | ... |

## Palmarès
- Championnat de France Ligue B (1)
  - Vainqueur : 2016, 2017